# Stazione di San Vitaliano
La stazione di San Vitaliano è una stazione della ferrovia Circumvesuviana, sita nell'omonimo comune.
Si trova sulla ferrovia Napoli-Nola-Baiano.

## Storia
La stazione in viadotto è stata inaugurata nel 1998, rientra nel progetto voluto dalla Regione Campania che ha consentito l'eliminazione di numerosi passaggi a livello del vecchio tracciato ferroviario.
Nel 2014 la stazione viene scelta come set per alcune scene della serie televisiva Gomorra.
A partire dal 2015 è stato ufficialmente soppresso il servizio di biglietteria a sportello.
Il 9 ottobre 2019 EAV comunica che, in convenzione col comune, saranno riqualificate le aree interne ed esterne alla stazione.

## Servizi
La stazione dispone di:
- Biglietteria
- Servizi igienici